# Wespen-Glasflügler
Der Wespen-Glasflügler oder Eichenglasflügler (Synanthedon vespiformis) ist ein Schmetterling  aus der Familie der Glasflügler (Sesiidae).

## Merkmale
Die Falter erreichen eine Flügelspannweite von 18 bis 24 Millimetern. Sie ahmen mit ihrem Aussehen die schwarz-gelben Signalfarben der Wespen nach (Mimikry). Das phänotypische Erscheinungsbild ähnelt weniger einem Schmetterling als einer Schwebfliege mit der erwähnten Warnfarbe. Dem Flug von Wespen ist auch das Fluggeräusch angepasst, das der Wespen-Glasflügler hervorruft. Die Tiere haben neben denen für Glasflügler typischen durchsichtigen Flügeln ein buschiges Hinterleibsende, das bei den Weibchen gelb und bei den Männchen schwarz ist.

## Vorkommen
Die Art kommt in ganz Europa vor, außer im Norden, sie ist aber allgemein nicht sehr häufig. Sie fliegt von Ende Mai bis Ende August und sitzt gerne auf Blüten.

## Lebensweise
Die Larven leben unter der Rinde von Eichen, manchmal aber auch von Buchen und Pappeln. Ihre Entwicklung dauert zwei Jahre.